# Zonda (departement)
Zonda is een departement in de Argentijnse provincie San Juan. Het departement (Spaans:  departamento) heeft een oppervlakte van 2.360 km² en telt 4.038 inwoners.

## Plaatsen in departement Zonda
- Villa Basilio Nievas
- Villa Tacú